# Panícula

Panícula

La panícula és una inflorescència composta de tipus racemós, formada per un eix amb branques que són ramificades de nou en raïm.
L'olivera quan floreix ho fa formant aquest tipus d'inflorescència, i també ho fan moltes gramínies, com les del gèneres Oryzopsis i Poa.

## Galeria

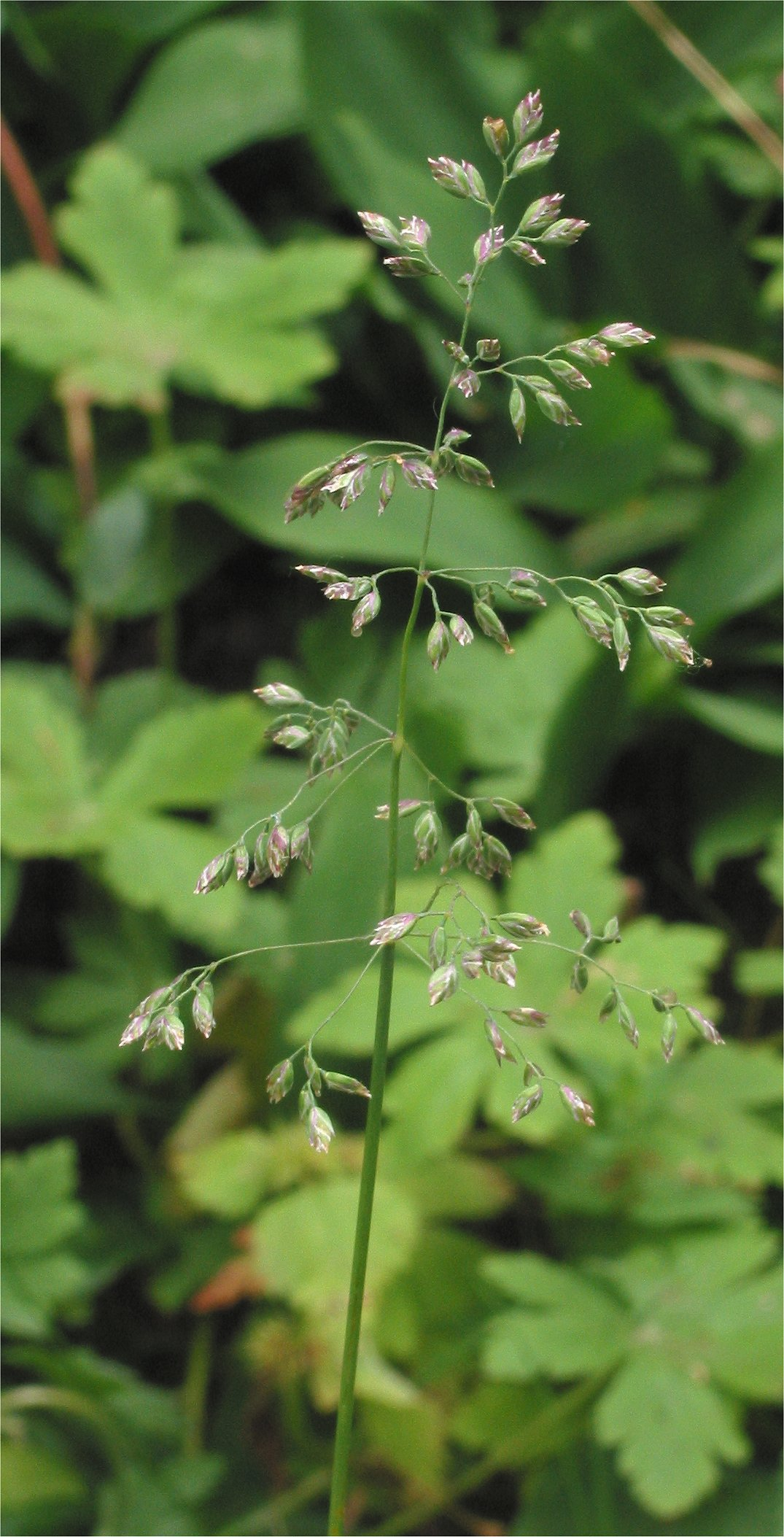
Poa pratensis
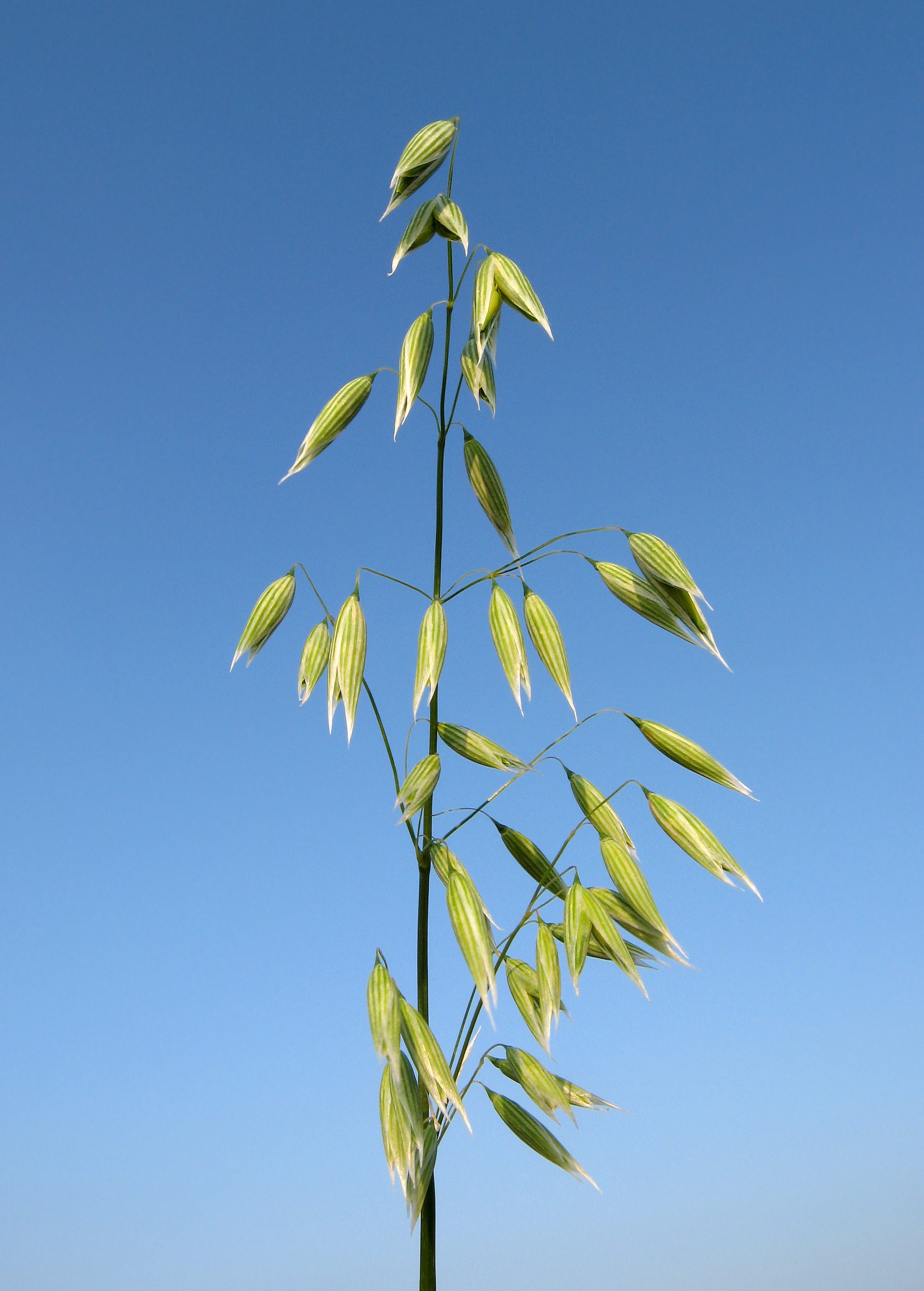
Avena sativa
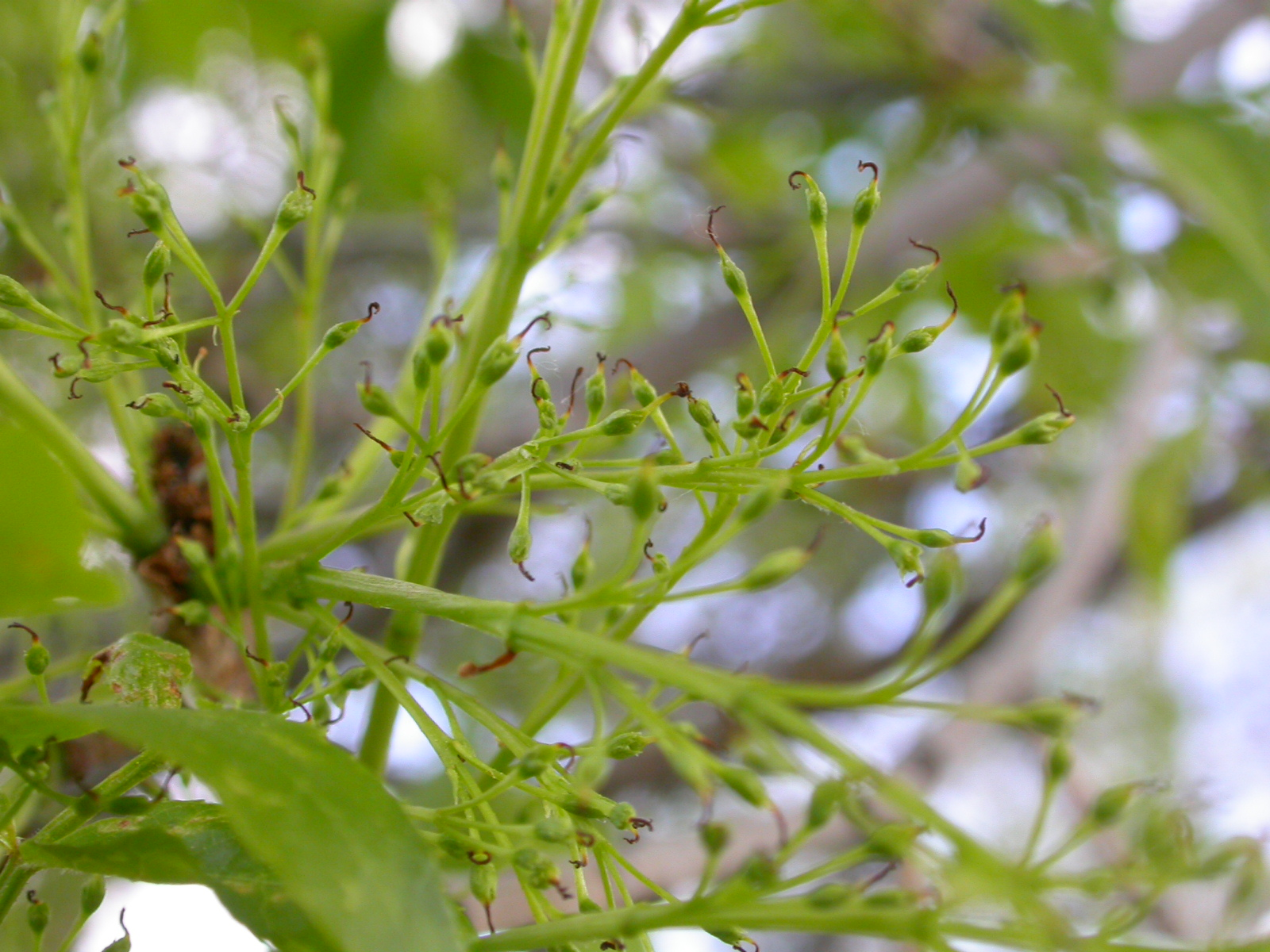
Fraxinus pennsylvanica
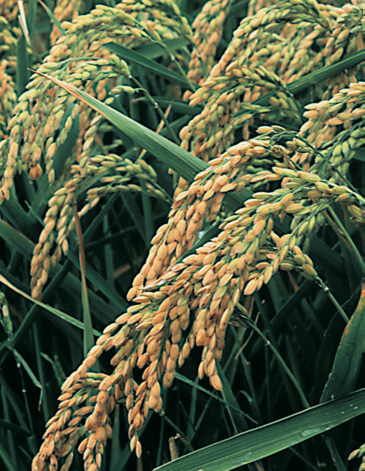
Oryza sativa
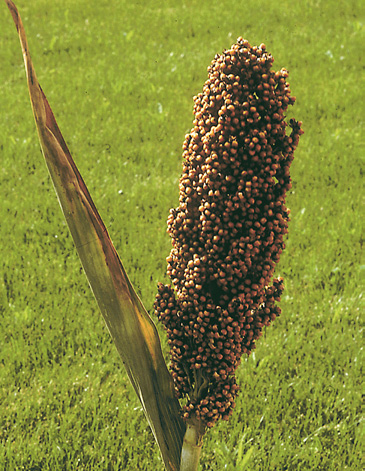
Sorghum bicolor
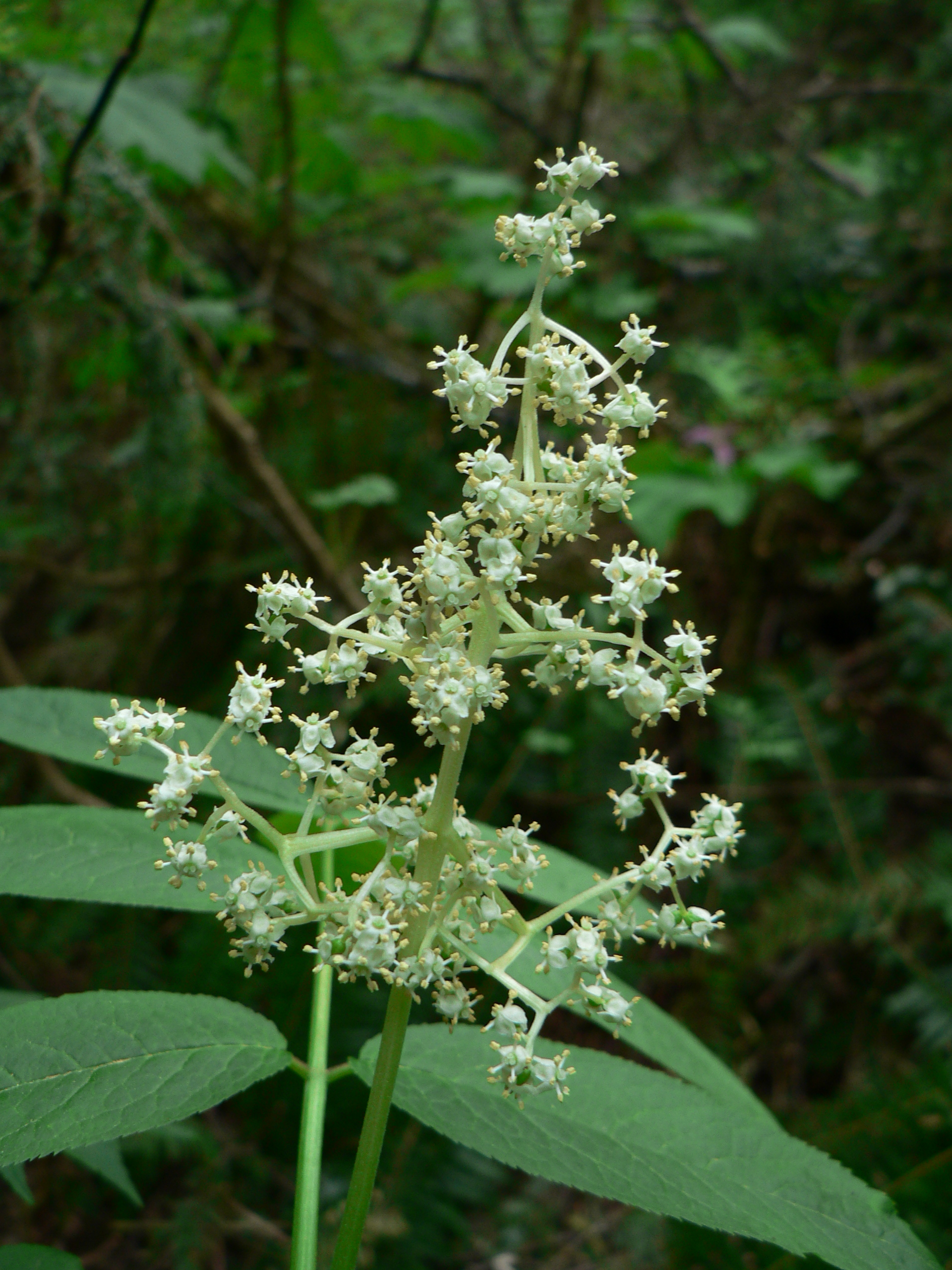
Sambucus racemosa
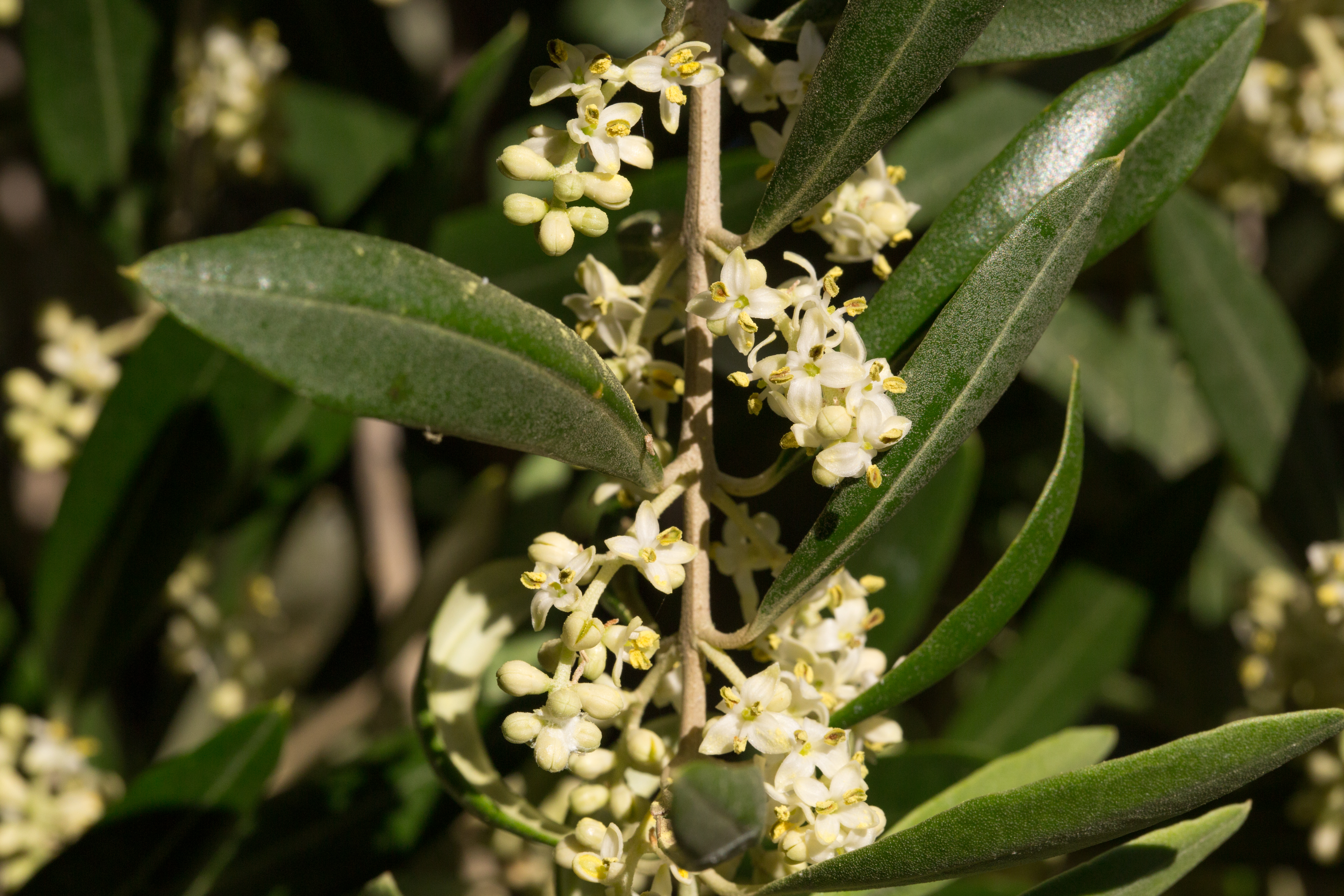
Olea europaea